# حوزه انتخابیه شانزدهم نیویورک
حوزه انتخابیه شانزدهم نیویورک یک حوزه انتخابیه مجلس نمایندگان آمریکا است که در ایالت نیویورک قرار دارد.